# Modern evolúciós szintézis
A modern evolúciós szintézis (vagy egyszerűen modern szintézis, de szokás neodarwinizmusnak is nevezni) egyszerre tartalmazza Charles Darwin evolúciós elméletét (természetes szelekció) és a biológiai öröklődés Gregor Mendel-féle elméletét (genetika). Az elmélet kidolgozói (többek között): Theodosius Dobzhansky, Julian Huxley, Ernst Mayr és George Gaylord Simpson.
A neodarwinizmus kiterjeszti a darwini természetes szelekció hatályát, beleveszi az eredeti elméletbe a későbbi tudományos kutatások eredményeit is, melyek Darwin számára ismeretlenek voltak (DNS, genetika stb.), különösen olyan, azóta vizsgált jelenségeket, mint a rokonszelekció, altruizmus, fajképződés.
Széles körben elterjedt értelmezés, hogy a természetes szelekció valódi egysége nem más, mint a gén (Richard Dawkins). Dawkins a biológián kívüli területekre is kiterjeszti a darwini elmélet ható erejét. Elképzelése szerint, ahogyan a biológiai evolúcióban a gének, úgy viselkednek a kulturális evolúcióban a mémek.
A modern szintézis szerint a populációkban megfigyelhető genetikai változatosság a mutációk (hiba a DNS-szintézisben) és a rekombinációk (a homológ kromoszómák átkereszteződése a meiózis első főszakaszában) következménye.
Az evolúció elsősorban az egymást követő generációk allél gyakoriságainak megváltozásában áll, ennek oka a genetikai sodródás, a génáramlás és a természetes szelekció.
Például abban az esetben, ha egy populáció két részét olyan földrajzi akadály (például folyó) választja el egymástól, mely megakadályozza a szaporodási lehetőséget a két alpopuláció között, fokozatosan új faj képződhet.